# Ahil Aleksandrijski
Papa Ahilije (lat.: Archileus) iz Aleksandrije, 18. papa Aleksandrije i patrijarh Svete Stolice sv. Marka.

## Pregled

### Život
O njegovom životu postoji vrlo malo podataka. Zna se da je rođen u Aleksandriji u Egiptu, i da je bio poznat po svom znanju i pobožnosti te ga je zbog toga papa Teonije zaredio u svećenika. Očito je bio izuzetno dobro obrazovan u grčkoj filozofiji i teološkoj znanosti, pa ga je papa Atanazije Apostolik kasnije nazvao časni "Ahilije Veliki". Nakon smrti Pjerija, naslijedio ga je na mjestu dekana katehetske škole Aleksandrije. 

### Služba patrijarha iz Aleksandrije
Nakon mučeničke smrti pape Petra I. (25. studenog 312. AD) koja se dogodila za vrijeme vladavine 
rimskog cara Maksimina Daja (lat: Gaius Galerius Valerius Maximinus, negdje znan i kao "Daza"; i Maksimin II.; 20. studenog 270. – 313. AD), biskupi i vjernici Aleksandrije su se okupili i poštujući želju pape Petra I., 24. prosinca 312. godine izabrali su Ahilija za Petrovog nasljednika na položaju pape Aleksandrije.
Nedugo nakon što je sjeo na Tron Sv. Marka, pojavio se Arije i počeo ga preklinjati da ga vrati na službu u crkvi.
 
Po Arijanovom učenju, nekoliko godina kasnije, nastala je Arijanova kontroverza, nazvana Arijanstvo, pa ga je zbog takvog, heretičkog učenja papa Petar I. ekskomunicirao. Prema izvješću Severusa iz Ašmumena, Arije je kasnije, u razdoblju koje je prethodilo Petrovom pogubljenju, uzaludno od njega pokušavao ishoditi oprost, dok je Petar na samrti objavio predviđanje koje se odnosilo na Arija i njegovo učenje, a koje se, nedugo nakon toga kada je zaživio Arijanizam, pokazalo ispravnim.

Međutim, vještim ulagivanjem i uvjeravanjem u svoje pokajništvo, Arije je privukao pažnju plemstva i uvaženih ljudi, pa ih je molio da za njega posreduju kod patrijarha, nakon čega su se oni zauzeli za njega i tražili od Ahilija da mu dopusti sudjelovanje u službi crkve. Vjerujući da se uistinu pokajao za sve svoje grijehe, Ahilije je blagonaklono, skoro naivno odgovorio na njihov zahtjev i vratio ga na njegov položaj koji je imao prije njegove hereze, odnosno položaj svećenika i propovjednika. Stoga nije poslušao svog prethodnika papu Petra I., jer je, očigledno, povjerovao u Arijevo umiljato pretvaranje.

## Odlazak
Ahilijeva papinska služba nije dugo trajala, jer je na mjestu pape Aleksandrije bio samo šest mjeseci, pa umire na 19. dan mjeseca paoni (26. lipanja), 313. AD (28 A.M. - godina prema koptskom računanju vremena), za vrijeme vladavine rimskog cara Maksimina Daja (lat: Gaius Galerius Valerius Maximinus, negdje znan i kao "Daza"; i Maksimin II.; 20. studenog 270. – 313. AD).

Nakon Ahilijeva odlaska, Arije je sam sebe proglasio biskupom Aleksandrije, ali svećenici i narod nisu prihvatili njegovo 
samoproglašenje.

## Dan štovanja
Pomen na papu Ahilija je na 19. dan mjeseca paoni koji odgovara 26. lipnju prema gregorijanskom 
kalendaru, (vidi datume starog i novog stila) slavi njegov blagdan. Spomen na taj dan je upisan u sinaksarionu.

Papa Ahilije sahranjen je u Crkvi od Pećine u Aleksandriji.

## Vanjske poveznice
- Papa Ahilije od Aleksandrije
- Ahilije od Aleksandrije
- Mučeništvo sv. Petra I., Pečata Mučenika
- Papa Teonije od Aleksandrije   Arhivirana inačica izvorne stranice od 16. ožujka 2018. (Wayback Machine)
- Sinaksarion koptske Crkve
- Khaled Gamelyan The Coptic Encyclopedia,opensource

| Koptski pape Aleksandrije          | Koptski pape Aleksandrije           | Koptski pape Aleksandrije               |
| ---------------------------------- | ----------------------------------- | --------------------------------------- |
| prethodnik Petar I. Aleksandrijski | Aleksandrijski pape 312. - 313. AD. | nasljednik Aleksandar I. Aleksandrijski |